# Gordon Highlanders

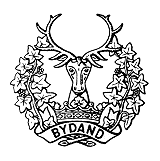

O Gordon Highlanders foi um regimento de infantaria do exército britânico de 1881 até 1994. O regimento tomou seu nome do Clã Gordon e recrutados, principalmente de Aberdeen e do nordeste da Escócia.